# Андріївка (Прилуцький район)
Андрі́ївка — село в Україні, у Прилуцькому районі Чернігівської області. Входить до складу Ічнянської міської громади. Населення становить 511 осіб.

## Географія
Село Андріївка знаходиться на північному заході району, на лівому березі річки Удай, вище за течією на відстані 1,5 км розташоване село Томашівка, нижче за течією на відстані 4,5 км розташоване село Заудайка, на протилежному березі - село Бакаївка.
Русло річки сильно заболочене. До села примикає кілька лісових масивів (сосна).
Відстань від Чернігова — близько 100 км(автошляхами — 143 км), до Ічні — 15 км (автошляхами — 20). Найближча залізнична станція — Ічня на лінії Бахмач — Прилуки Полтавської дирекції залізничних перевезень за 17 км.
Площа села близько 2,2 км². Висота над рівнем моря — 124 м.

## Історія
Андріївка заснована в другій половині XVII сторіччя.
У 1784-1791 роках у селі була Троїцька церква
Є на мапі 1787 року.

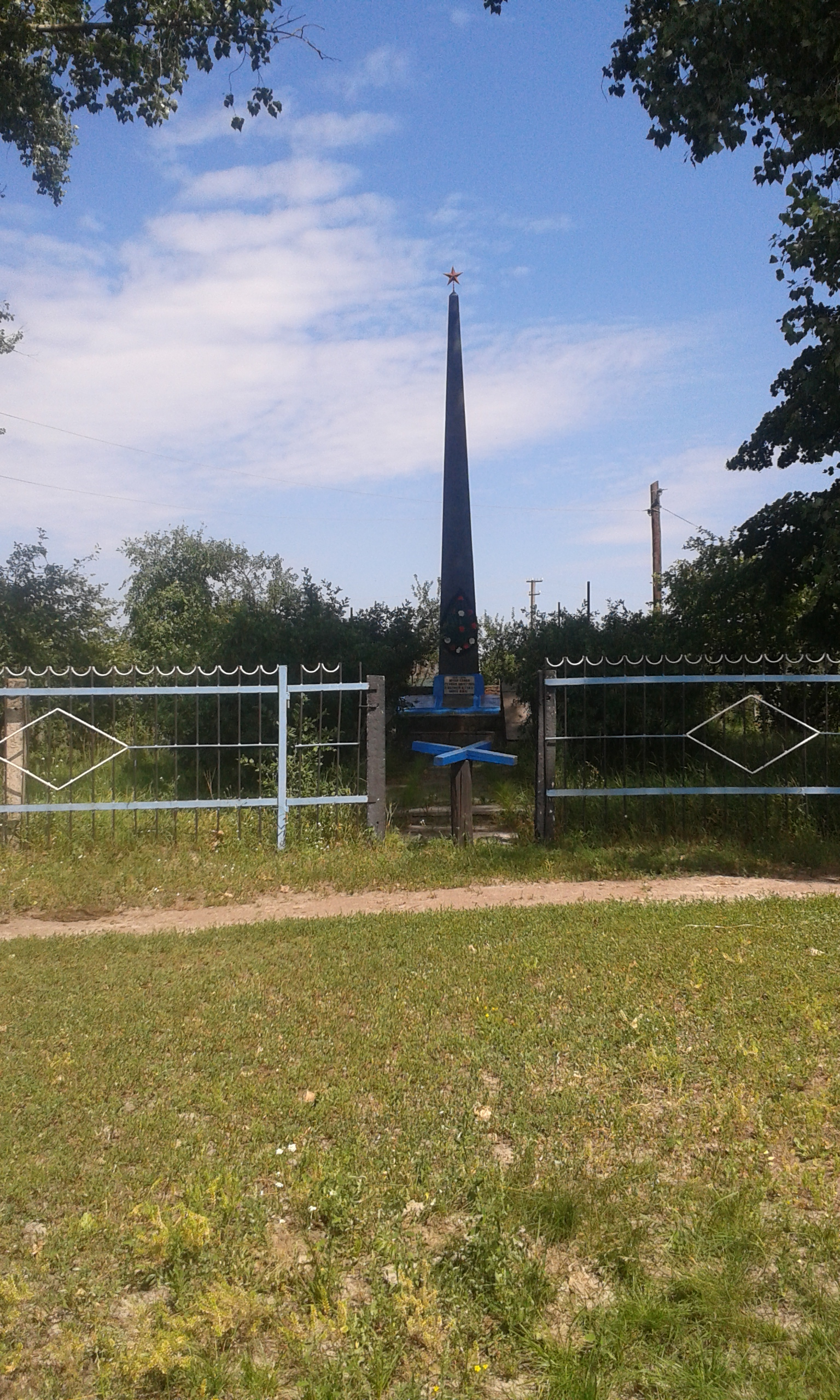
Пам"ятний знак 157 воїнам-одно- сельчанам,Андріївка, біля медпункту

1866 року у козацькому селі Ніжинського повіту Чернігівської губернії мешкала 521 особа (273 чоловічої статі та 248 — жіночої), налічувалось 67 дворових господарств, існувала православна церква.
Станом на 1885 рік у колишньому державному та власницькому селі Монастирищенської волості мешкала 631 особа, налічувалось 117 дворових господарств, існувала православна церква та постоялий будинок.
За переписом 1897 року кількість мешканців зросла до 1067 осіб (521 чоловічої статі та 546 — жіночої), з яких всі — православної віри.
423 жителі Андріївки брали участь у Другій світовій війні на боці сталіна, 125 з них — загинули, 210 — нагороджені орденами і медалями СРСР. На честь воїнів-односельців, полеглих у боротьбі за свободу і незалежність Батьківщини-СРСР, у селі споруджено обеліск Слави.
У повоєнний період в селі знаходилася центральна садиба колгоспу імені Леніна, за яким було закріплено 1999 гектарів сільськогосподарських угідь, у тому числі 1735 га орної землі. Господарство вирощувало зернові та овочеві культури, займалося м'ясо-молочним тваринництвом.
На початку 1970-х населення села становило 716 осіб. Нині(коли?) в селі живе 511 мешканців.
На території села працюють школа I-II ступенів, клуб, бібліотека, медпункт, магазини.
До 2017 року центр Андріївської сільської ради, до якої входили також села Селихів і Томашівка.

## Населення

### Мова
Розподіл населення за рідною мовою за даними перепису 2001 року:
| Мова       | Кількість | Відсоток |
| ---------- | --------- | -------- |
| українська | 509       | 99.61%   |
| російська  | 2         | 0.39%    |
| Усього     | 511       | 100%     |